# اشچیانکا، شهرستان کیلکه
اشچیانکا، شهرستان کیلکه (به لاتین: Trzcianka, Kielce County) یک منطقهٔ مسکونی در لهستان است که در Gmina Nowa Słupia واقع شده‌است.

## خصوصیات
اشچیانکا ۲۱۰ نفر جمعیت دارد.